# 샌디 쇼
샌디 쇼(Sandie Shaw, 본명은 산드라 앤 구드리치(Sandra Ann Goodrich), 1947년 2월 26일~)는 영국의 여성 가수, 작사가, 뮤지컬 배우, 영화배우, 정신과 전문의, 기업인이다.

## 이력

### 초기
영국 잉글랜드 지역 에식스 주 첼름스퍼드에서 출생하였으며 지난날 한때 영국 런던 시티 대거넘 구역에서 잠시 유아기를 보낸 적이 있는 그녀는 1964년 가수 첫 데뷔하였다.

### 주요 경력
- 1964년 가수 첫 데뷔.
- 1969년 뮤지컬배우 데뷔.
- 1970년 서독 영화 《Schlag auf schlager》의 단역으로 영화배우 데뷔.
- 1972년 서독 영화 《Versuchung im sommerwind》에 단역.
- 1986년 영국 영화 《Absolute beginners》의 단역으로 본격 영화배우 데뷔.
- 2013년 연예 분야 은퇴 이후 심리치료 테라피 업체 기업가 전향.

### 학력
- 영국 런던 대학교 의과대학 의학사 (정신과 전공)
- 영국 런던 대학교 대학원 철학과 철학석사

## 유명세
그녀는 보통적으로 대한민국 국내에서는 《Puppet on a string》이라는 노래 작품을 불러 히트한 가수로 널리 알려져 있고 선배 가수인 영국의 웨일스의 가수 톰 존스의 《It's not unusual》이라는 노래 작품을 리바이벌한 가수로도 널리 잘 알려져 있으며 그에 아울러 후배 가수인 영국 웨일스 가수 메리 홉킨(Mary Hopkin)의 《Those were the days》라는 노래 작품을 리바이벌하여 히트한 가수로도 국내에 널리 잘 알려져 있다.

## 같이 보기
- 나나 무스쿠리
- 메리 홉킨